# 루이즈 파젠다

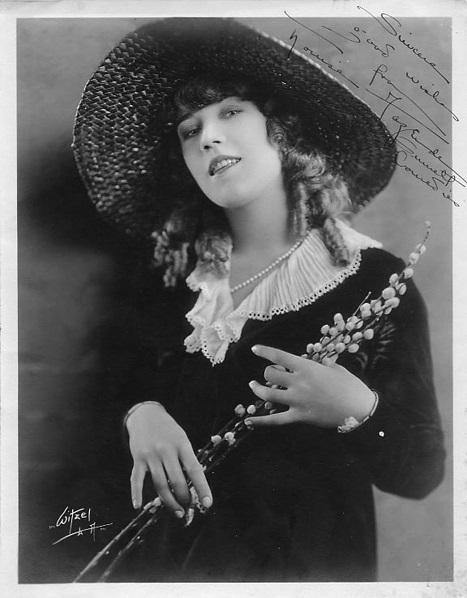

루이즈 파젠다(Louise Fazenda, 1895년 6월 17일 ~ 1962년 4월 17일)는 미국의 배우, 연극 배우, 영화배우이다.
라페이엣에서 태어났으며 베벌리힐스에서 사망하였다. 사인은 뇌출혈이다.

## 영화
- 원더 바 (1934년)
- 쿠바인의 러브송 (1931년)
- 비에니즈 나이츠 (1930년)
- 스프링 이즈 히어 (1930년)
- 노, 노, 나네트 (1930년)
- 레더넥 (1930년)
- 브라이드 오브 더 리저먼트 (1930년)
- 핫 스터프 (1929년)
- 스타크 매드 (1929년)
- 쇼 오브 쇼 (1929년)
- 온 위드 더 쇼! (1929년)
- 사막의 노래 (1929년)
- 라일리 더 캅 (1928년)
- 더 크래들 스내처스 (1927년)
- 윌풀 앰브로즈 (1915년)